# جيم هولاند
جيم هولاند (بالإنجليزية: Jim Holland)‏ هو متزلج قفز أمريكي، ولد في 4 يوليو 1967 في هانوفر في الولايات المتحدة.

## وصلات خارجية
- جيم هولاند على موقع الاتحاد الدولي للتزلج (القفز التزلجي) (الإنجليزية)
- جيم هولاند على موقع اللجنة الأولمبية الدولية (الإنجليزية)
- جيم هولاند على موقع أوليمبيديا (الإنجليزية)